# Salvador Andreu
Salvador Andreu Grau (Barcelona, 1841-Barcelona 1928) fue un empresario de la industria farmacéutica, promotor inmobiliario y filántropo español.

## Biografía

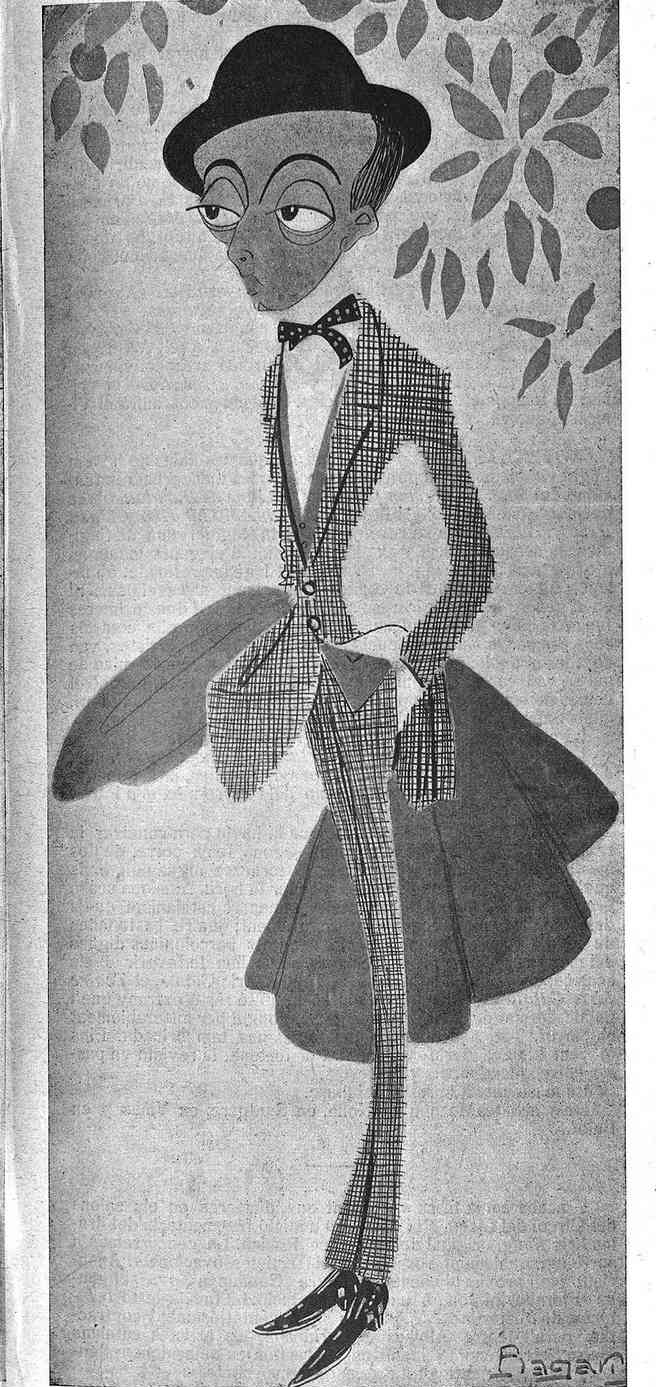
Caricaturizado por Bagaría (1910)

Era hijo de Josep Andreu Tramullas y de Madrona Grau Jordán. Se casó con Carmen Miralles Galup (hermana del pintor valenciano Francisco Miralles), con la que tuvo seis hijos: Carmen, Salvador, Francisca, José, Madronita y Juan Andreu Miralles. 
Doctor en Farmacia, fundó unos laboratorios de productos farmacéuticos (Laboratorios del Doctor Andreu). Fue el creador de unas pastillas para la tos ("Pastillas del Doctor Andreu"), muy populares en su época. Sus productos tuvieron una salida comercial tanto en el mercado español como ultramar gracias a las avanzadas técnicas de propaganda que utilizó. La empresa familiar fue continuada por sus descendientes, pero fue adquirida en 1989 por la compañía farmacéutica suiza F. Hoffmann-La Roche. Salvador Andreu fue presidente honorario de los colegios farmacéuticos de toda España. 
Los amplios beneficios de su empresa le permitieron invertir en bienes inmuebles a una Barcelona que acababa de derribar sus murallas y necesitaba ensancharse para dar cabida a su población (hasta entonces ajustada a la Ciudad Vieja en condiciones paupérrimas). Andreu compró terrenos sobre todo en la Izquierda del Ensanche, convirtiéndose en el presidente de la junta de propietarios. Desde esta posición presionó el Ayuntamiento de Barcelona para que se apresurara a urbanizar la zona de la rambla de Cataluña. También presionó en contra de que el ferrocarril metropolitano pasara por calle de Aragón. Posteriormente adquirió más propiedades en Gracia y San Gervasio de Cassolas. Compró el terreno de Fraile Blanco emprendiendo las obras el 1899 , lo que inició la urbanización de la vertiente barcelonesa de la montaña del Tibidabo. También fue uno de los promotores de su funicular y del famoso Tranvía Azul. Conjuntamente con él, otros urbanizadores de la montaña fueron Teodor Roviralta, Rómulo Bosch y Romano Macaya y Gibert, impulsores del Parque de Atracciones del Tibidabo, fundado en 1899 como "Tibidabo SA ". 
Barcelona le rindió homenaje poniendo su nombre a la plaza del pie del funicular del Tibidabo. En 1914 fue socio fundador, junto con otras personalidades como los hermanos Armangué, Roviralta, etc., de la célebre marca de automóvil David, S.A., que más tarde fue una de las empresas de taxis más importantes de la ciudad de Barcelona.